# Bamberg, Staatsbibliothek, Msc.Patr.2
Die Handschrift Bamberg, Staatsbibliothek, Msc.Patr.2 ist ein Kodex, der eine Schrift von Alkuin (De virtutibus), zwanzig Kanones des Konzils von Nicäa sowie fünf Predigten enthält. Die Handschrift wurde in der ersten Hälfte des 9. Jahrhunderts in Südbayern geschrieben und von Heinrich II. nach Bamberg gebracht, wo sie bis zur Säkularisierung Teil der dortigen Dombibliothek war. Heute wird sie als Teil der Kaiser-Heinrich-Bibliothek in der Staatsbibliothek Bamberg verwahrt.

## Beschreibung

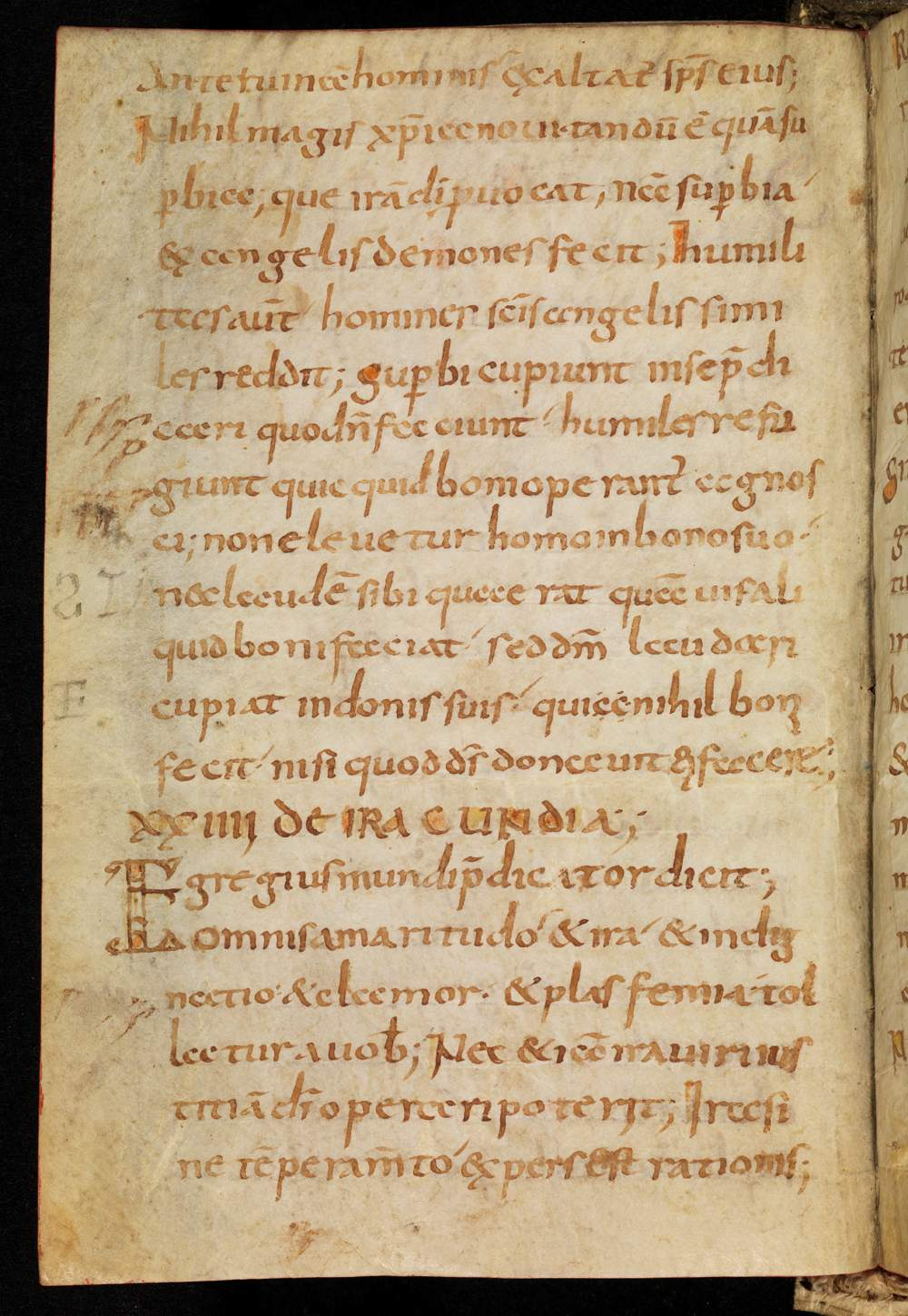
Bamberg, Staatsbibliothek, Msc.Patr.2, fol. 31v

Der Kodex umfasst nach einem beklebten Vorsatzblatt 64 Blatt Pergament (19 cm × 12,8 cm), die mit je 19–21 Zeilen in zwei Spalten beschrieben sind. Der aktuelle Einband stammt, wie bei vielen Bänden der Staatsbibliothek Bamberg, erst von 1611.
Die Überschriften (Halbunziale) sind in Rot und Gelb hervorgehoben, auf Blatt 62 ist eine größere Initiale vorgezeichnet. Die erste Seite ist stark abgerieben, von den Blättern 29, 37, 39 sind Ecken abgeschnitten.
Die einzelnen Kapitelanfänge und viele Satzanfänge der Handschrift sind in Schrift und Farbe hervorgehoben, insgesamt  sind 15 Ornamentinitialen enthalten.

## Herkunft
Die Minuskelschrift des Kodex stammt aus dem südlichen Bayern. Es ist anzunehmen, dass er von Heinrich II. nach Bamberg gebracht wurde und im Kontext der Gründung des Bistums Bamberg in die dortige Dombibliothek gelangte.

## Inhalt
Die Handschrift Msc.Patr.2 enthält:
- fol. 2r – 42v: De virtutibus et vitiis von Alkuin
- fol. 42v – 51r: Nicaeni concilii canones XX
- fol. 51r – 65v: 5 Predigten, die letzte unvollständig